# 780년대
780년대는 780년부터 789년까지를 가리킨다.